# Torsten Nordberg
Karl Torsten Valerius Nordberg (født 1900 i Ytterstfors ved Byske i Västerbottens län, død 1962 i Stockholm) var en svensk kunstner.
Han studerede maleri under rejser i Italien, Tyskland, Spanien og Frankrig. Han arbejdede med religiøs kunst  og kirkeudsmykninger og har udsmykket over 100 kirke i Sverige[kilde mangler]. Han er repræsenteret i eksempelvis i hans sognekirke Byske kirke, hvor der er flere kunstværker, samt i bl.a.  Pajala kirke, Bureå kirke, Jokkmokks nye kirke, Dikanäs kirke, Dorotea kirke, Överkalix kirke, Tärna kirke, Holmsunds kirke, Fällfors kirke, Kåge kirke, Bankeryds kirke, Hammars kirke, Örnsköldsviks kirke,  Sidensjö kirke, Skellefteå stadskirke Sankt Olov, Skellefteå landsforsamlings gravkapel og Töreboda kirke.  Der findes over 600 skitser af hans udsmykninger på Skissernas Museum i Lund, Sverige.
I Ängelholms kirke i Skåne har han malet et tredelt alterskab i 1941. Det viser indtoget til Jerusalem, korsfæstelsen og opstandelsen. Kunstneren har ud over den, udført tre glasmalerier i kirken.